# Перекоп (Могилёвская область)
Переко́п (бел. Перако́п) — посёлок в Шкловском районе Могилёвской области Белоруссии. Входит в состав Толкачевского сельсовета.

## География
Посёлок расположен в 22 километрах на юго-запад от Шклова, в 36 от Могилёва. в 12 км от железнодорожной станции Лотва на линии Могилёв — Орша.

## История
Основан в 1920 годах переселенцами из соседних деревень. В 1930 годах сельчане вступили в колхоз. 
В Великую Отечественную войну с июля 1941 года до 26 июня 1944 Перекоп был оккупирован немецко-фашистскими захватчиками.
В 1990 году 13 дворов, 16 жителей, в составе колхоза «Путь к коммунизму» (центр — деревня Большие Лозицы). В 1997 — 8 дворов, 8 жителей. В 2007 в составе ОАО «Говяды-Агро» (центр — агрогородок Говяды).

## Население
- 2007 год — 2 двора, 2 человека